# 普雷斯科特·布希
普雷斯科特·布希（英語：Prescott Sheldon Bush，1895年5月15日—1972年10月8日），美国银行家、政治家，曾在华尔街投资银行工作，1952年至1963年任康涅狄格州联邦参议员。美国前总统老布什之父。

## 生平
生于俄亥俄州哥伦布，毕业于耶鲁学院，第一次世界大战期间担任炮兵军官，以上尉退役。战后在多家公司就职，担任美国高尔夫协会主席。1925年定居于康涅狄格州。1952年击败民主党候选人亚伯拉罕·鲁比科夫当选参议员，强烈支持总统艾森豪威尔，推动了州际公路系统相关立法，1956年再次当选参议员，1962年放弃连任。

## 外部連結
- 普雷斯科特·布希在互联网电影资料库（IMDb）上的資料（英文）